# Stanisław Janczewski
Stanisław Janczewski herbu Trzaska – chorąży wiski w latach 1507-1511, podstarości wiski w 1504 roku.
Poseł na sejm piotrkowski 1511 roku z ziemi wiskiej.